# Tachibana Dōsetsu
Tachibana Dōsetsu est un nom japonais traditionnel ; le nom de famille (ou le nom d'école), Tachibana, précède donc le prénom (ou le nom d'artiste).
Tachibana Dōsetsu (立花 道雪, 22 avril 1513-2 novembre 1585), né « Betsugi Akitsura » (戸次鑑連), aussi appelé « Bekki Akitsura » et « Bekki Dōsetsu » est un samouraï de la période Sengoku au service du clan Ōtomo. Il est le père de Tachibana Ginchiyo et père adoptif de Tachibana Muneshige.

## Biographie
Il mène une attaque sur le clan Tachibana au château de Tachibana et prend à la fois leur château et leur nom de clan pour s'appeler « Tachibana Dōsetsu ». Il est connu comme un des plus sages des obligés Ōtomo et on se souvient de lui en partie pour une lettre qu'il envoie à d'autres serviteurs principaux du clan qui comprend une condamnation de la propagation du christianisme dans le domaine d'Ōtomo.
Il est connu pour avoir mené trente-sept combats alors que près de la moitié de son corps était paralysée. C'est la raison pour laquelle il est appelé « Oni Dōsetsu ». Il meurt en menant une attaque sur le château de Neko'o en 1585. Tachibana Dōsetsu était en possession d'une épée célèbre appelée « Chidori » (千鳥, « Un millier d'oiseaux »). Un jour, alors qu'il était encore jeune homme, il s'abrita sous un arbre tandis qu'il pleuvait. Soudain, un éclair l'atteignit. Cependant, il utilisa Chidori pour couper le dieu tonnerre à l'intérieur de l'éclair, ce qui lui sauva la vie. Après cet incident, il rebaptisa Chidori en « Raikiri » (雷切, « Coupeuse d'éclair »).

## Source de la traduction
- (en) Cet article est partiellement ou en totalité issu de l’article de Wikipédia en anglais intitulé « Tachibana Dōsetsu » (voir la liste des auteurs).